# Distribució khi quadrat inversa escalada
La distribució khi quadrat inversa escalada és la distribució per a x = 1/s2, on s2 és una mitjana mostral dels quadrats de ν variables aleatòries normals independents que tenen mitjana 0 i variància inversa 1/σ2 = τ2. Per tant, la distribució està parametritzada per les dues quantitats ν i τ2, anomenades el nombre de graus de llibertat khi quadrat i el paràmetre d'escala, respectivament.
Aquesta família de distribucions de distribució khi quadrat inversa escalada està estretament relacionada amb altres dues famílies de distribució, les de la distribució khi quadrat inversa i la distribució gamma inversa. En comparació amb la distribució khi quadrat inversa, la distribució khi quadrat inversa escalada té un paràmetre addicional τ2, que escala la distribució horitzontalment i verticalment, que representa la variància inversa del procés subjacent original. A més, la distribució khi quadrat inversa escalada es presenta com la distribució de la inversa de la mitjana de les desviacions al quadrat de ν, en lloc de la inversa de la seva suma. Les dues distribucions tenen doncs la relació que si
{\displaystyle X\sim {\mbox{Scale-inv-}}\chi ^{2}(\nu ,\tau ^{2})}  aleshores
{\displaystyle {\frac {X}{\tau ^{2}\nu }}\sim {\mbox{inv-}}\chi ^{2}(\nu )}
En comparació amb la distribució gamma inversa, la distribució khi quadrat inversa escalada descriu la mateixa distribució de dades, però utilitzant una parametrització diferent, que pot ser més convenient en algunes circumstàncies. Concretament, si
{\displaystyle X\sim {\mbox{Scale-inv-}}\chi ^{2}(\nu ,\tau ^{2})} aleshores
{\displaystyle X\sim {\textrm {Inv-Gamma}}\left({\frac {\nu }{2}},{\frac {\nu \tau ^{2}}{2}}\right)}
Qualsevol forma es pot utilitzar per representar la distribució d'entropia màxima per a un primer moment invers fix {\displaystyle (E(1/X))} i primer moment logarítmic {\displaystyle (E(\ln(X))}.